# Pitargu
Pitargu (gr. Πιταργού) – wieś w Republice Cypryjskiej, w dystrykcie Pafos.